# مرجان صفحه‌ای
مرجان صفحه‌ای (نام علمی: Lobactis scutaria) نام یک گونه از سرده مرجان قارچی است.